# (2948) Amosov
(2948) Amosov (1969 TD2) – planetoida z pasa głównego asteroid okrążająca Słońce w ciągu 4,85 lat w średniej odległości 2,86 j.a. Odkryta 8 października 1969 roku.